# Hofstetten (Kleinwallstadt)

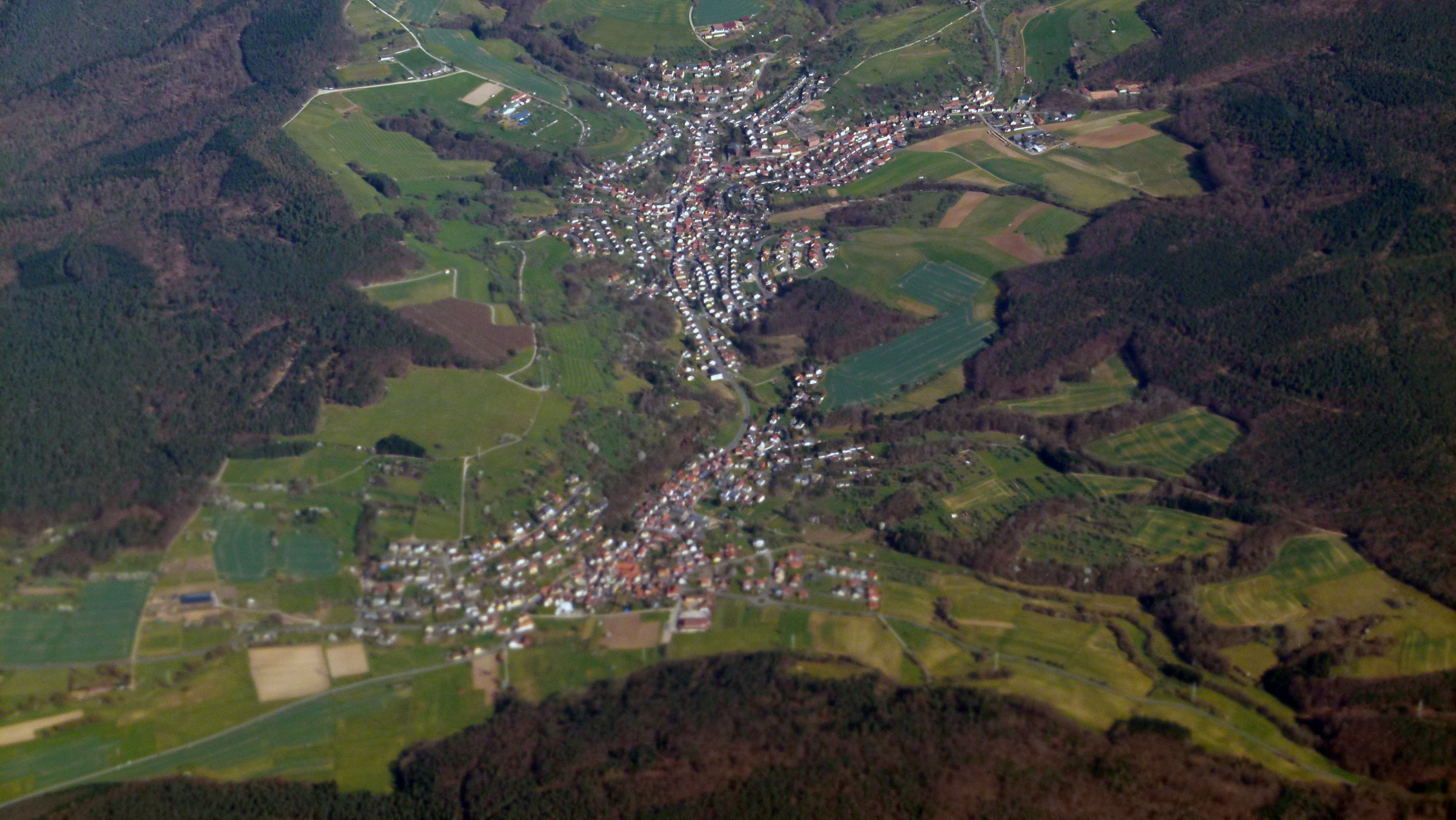
Blick auf Hofstetten und Hausen aus der Luft

Hofstetten ist ein Gemeindeteil des Marktes Kleinwallstadt im unterfränkischen Landkreis Miltenberg in Bayern.

## Geographie
Das Pfarrdorf liegt im Tal des Neuen Grabens auf 162 m ü. NN an den Kreisstraßen 25 und 26.

### Nachbargemarkungen
Folgende Gemarkungen grenzen an das Ortsgebiet von Hofstetten:
| Kleinwallstadt | Hausen                                      |             |
|                | Kompassrose, die auf Nachbargemeinden zeigt |             |
| Elsenfeld      | Rück                                        | Eichelsbach |

## Geschichte
Hofstetten hat sich unter den Grafen von Rieneck zu einem Hubendorf entwickelt. 1473 wurde der Chorturm der St.-Michaels-Kirche errichtet. 1559 gelangte Hofstetten über den Kurfürsten Friedrich II. als freies Allodialgut an die Grafen von Erbach.
Im Jahr 1862 wurde das Bezirksamt Obernburg gebildet, auf dessen Verwaltungsgebiet Hofstetten lag. Wie überall im Deutschen Reich wurde 1939 die Bezeichnung Landkreis eingeführt. Hofstetten war nun eine der 35 Gemeinden im Landkreis Obernburg am Main (Kfz-Kennzeichen OBB). Am 1. Juli 1971 wurde die bis dahin selbstständige Gemeinde Hofstetten nach Kleinwallstadt eingemeindet. Mit Auflösung des Landkreises Obernburg kam Hofstetten 1972 in den neu gebildeten Landkreis Miltenberg (Kfz-Kennzeichen MIL).

## In Hofstetten geboren
- Balther Dyroff (1904–1986), Geistlicher